# Prionidium
Prionidium là một chi rêu trong họ Pottiaceae.